# Willem van Affligem
Willem van Affligem (Mechelen circa 1220 - Sint-Truiden 14 april 1297) was een Vlaams priester en dichter.
Willem zou de auteur zijn van een Nederlandse vertaling, in verzen, van het leven van de heilige Lutgardis van Tongeren. Deze hypothese wordt evenwel betwist.
Na zijn studies in Parijs werd hij monnik in de abdij van Affligem en vervolgens prior in een of enkele van die abdij afhankelijke priorijen, naargelang de bron: Frasnes of Waver.
In 1277 werd hij abt van de abdij van Sint-Truiden, waar hij lof oogstte voor zijn literair talent.